# Powfu
 (janvier 2023).
La mise en forme du texte ne suit pas les recommandations de Wikipédia : il faut le « wikifier ».
Les points d'amélioration suivants sont les cas les plus fréquents. Le détail des points à revoir est peut-être précisé sur la page de discussion.
- Les titres sont pré-formatés par le logiciel. Ils ne sont ni en capitales, ni en gras.
- Le texte ne doit pas être écrit en capitales (les noms de famille non plus), ni en gras, ni en italique, ni en « petit »…
- Le gras n'est utilisé que pour surligner le titre de l'article dans l'introduction, une seule fois.
- L'italique est rarement utilisé : mots en langue étrangère, titres d'œuvres, noms de bateaux, etc.
- Les citations ne sont pas en italique mais en corps de texte normal. Elles sont entourées par des guillemets français : « et ».
- Les listes à puces sont à éviter, des paragraphes rédigés étant largement préférés. Les tableaux sont à réserver à la présentation de données structurées (résultats, etc.).
- Les appels de note de bas de page (petits chiffres en exposant, introduits par l'outil «  Source ») sont à placer entre la fin de phrase et le point final[comme ça].
- Les liens internes (vers d'autres articles de Wikipédia) sont à choisir avec parcimonie. Créez des liens vers des articles approfondissant le sujet. Les termes génériques sans rapport avec le sujet sont à éviter, ainsi que les répétitions de liens vers un même terme.
- Les liens externes sont à placer uniquement dans une section « Liens externes », à la fin de l'article. Ces liens sont à choisir avec parcimonie suivant les règles définies. Si un lien sert de source à l'article, son insertion dans le texte est à faire par les notes de bas de page.
- La présentation des références doit suivre les conventions bibliographiques. Il est recommandé d'utiliser les modèles {{Ouvrage}}, {{Chapitre}}, {{Article}}, {{Lien web}} et/ou {{Bibliographie}}. Le mode d'édition visuel peut mettre en forme automatiquement les références.
- Insérer une infobox (cadre d'informations à droite) n'est pas obligatoire pour parachever la mise en page.

Pour une aide détaillée, merci de consulter Aide:Wikification.
Si vous pensez que ces points ont été résolus, vous pouvez retirer ce bandeau et améliorer la mise en forme d'un autre article.
 (septembre 2022).
Isaiah Faber, connu sous le nom de Powfu,, est un chanteur, rappeur, auteur-compositeur-interprète et producteur de disques canadien, né le 30 mars 1999 à Vancouver. Il est le fils de Dave Faber du groupe Faber Drive. Il a gagné en popularité après la sortie de son premier single, Death Bed (Coffee for Your Head), mettant en vedette Beabadoobee qui a culminé au numéro 23 du Billboard Hot 100, .

## Carrière
En février 2020, il a sorti la chanson Death Bed (Coffee for Your Head), qui présente un sample du premier single Coffee de la chanteuse britannique Beabadoobee. Le single a reçu plus d'un milliard de vues sur Spotify en juin 2021 et a culminé au numéro 23 du Billboard Hot 100 après avoir gagné en popularité grâce à l'application de partage de vidéos TikTok, où plus de quatre millions de vidéos utilisant la chanson ont été publiées. Après avoir réédité le single dans le commerce un an plus tard, Powfu a signé avec Columbia Records aux États-Unis, en collaboration avec Robots + Humans au Royaume-Uni. La chanson apparaît sur l'EP Poems of the Past, sorti le 29 mai 2020.

## Discographie

### Albums
- Some Boring Love Stories, pt. 5 (2020) [4]
- Surrounded by hounds and serpents (2022)[5]

### EP
| Some Boring, Love Stories                                | - Sortie : 12 décembre 2018 - Label: PowPow - Format : téléchargement numérique, diffusion en continu                | —  | —  | —   | — | — |
| Some Boring, Love Stories, pt. 2                         | - Sortie : 16 février 2019 - Label: PowPow - Format : téléchargement numérique, diffusion en continu                 | —  | —  | —   | — | — |
| Some Boring, Love Stories, pt. 3                         | - Sortie : 10 avril 2019 - Label: PowPow - Format : téléchargement numérique, diffusion en continu                   | —  | —  | —   | — | — |
| Some Boring Love Stories, pt. 4                          | - Sortie : 12 novembre 2019 - Label: PowPow - Format : téléchargement numérique, diffusion en continu                | —  | —  | —   | — | — |
| Poems of the Past                                        | - Sortie : 29 mai 2020 - Label: Columbia, Robots + Humans - Format : téléchargement numérique, diffusion en continu  | 53 | 57 | 134 | 5 | 1 |
| Drinking Under the Streetlights                          | • Sortie: 4 juin 2021 • Labels: Powfu Productions, Columbia • Format: téléchargement numérique, diffusion en continu | —  | —  | —   | — | — |
| "-" indique un enregistrement qui n'a pas été enregistré | |    |    |     |   |   |

### Singles

#### En tant qu'artiste principal
| Titre | Année | Positions maximales dans les classements musicaux | Positions maximales dans les classements musicaux | Positions maximales dans les classements musicaux | Positions maximales dans les classements musicaux | Positions maximales dans les classements musicaux | Positions maximales dans les classements musicaux | Positions maximales dans les classements musicaux | Positions maximales dans les classements musicaux | Positions maximales dans les classements musicaux | Positions maximales dans les classements musicaux | Certifications | Album                           |
| Titre | Année | Canada                                            | Australie                                         | Belgique                                          | Danemark                                          | France                                            | Irlande                                           | Pays-Bas                                          | Nouvelle-Zélande                                  | Royaume-Uni                                       | États-Unis                                        | Certifications | Album                           |
| --- | ----- | ------------------------------------------------- | ------------------------------------------------- | ------------------------------------------------- | ------------------------------------------------- | ------------------------------------------------- | ------------------------------------------------- | ------------------------------------------------- | ------------------------------------------------- | ------------------------------------------------- | ------------------------------------------------- | --- | ------------------------------- |
| "Letters in December" (avec Rxseboy) | 2019  | —                                                 | —                                                 | —                                                 | —                                                 | —                                                 | —                                                 | —                                                 | —                                                 | —                                                 | —                                                 | | Singles sans album              |
| "Dead Eyes" (avec Promoting Sounds et Ouse!) | 2019  | —                                                 | —                                                 | —                                                 | —                                                 | —                                                 | —                                                 | —                                                 | —                                                 | —                                                 | —                                                 | | Singles sans album              |
| "Hide in Your Blue Eyes" (avec Thomas Reid) | 2019  | —                                                 | —                                                 | —                                                 | —                                                 | —                                                 | —                                                 | —                                                 | —                                                 | —                                                 | —                                                 | | Singles sans album              |
| "Laying on My Porch While We Watch the World End." (avec Rxseboy et Slipfunc)                                                                                 | 2020  | —                                                 | —                                                 | —                                                 | —                                                 | —                                                 | —                                                 | —                                                 | —                                                 | —                                                 | —                                                 | | Singles sans album              |
| "Don't Fall Asleep Yet" (avec ENRA) | 2020  | —                                                 | —                                                 | —                                                 | —                                                 | —                                                 | —                                                 | —                                                 | —                                                 | —                                                 | —                                                 | | Singles sans album              |
| "Death Bed (Coffee for Your Head)" (en collaboration avec Beabadoobee)                                                                                        | 2020  | 11                                                | 5                                                 | 7                                                 | 10                                                | 19                                                | 7                                                 | 11                                                | 5                                                 | 4                                                 | 23                                                | - MC: 3× Platine - ARIA: 3× Platine - BEA: Or - BPI: Platine - IFPI DEN: Or - RIAA: 4× Platine - RMNZ: Platine - SNEP: Platine | Poems of the Past               |
| "I'm Used to It" | 2020  | —                                                 | —                                                 | —                                                 | —                                                 | —                                                 | —                                                 | —                                                 | —                                                 | —                                                 | —                                                 | | Poems of the Past               |
| "I'll Come Back to You" | 2020  | —                                                 | —                                                 | —                                                 | —                                                 | —                                                 | —                                                 | —                                                 | —                                                 | —                                                 | —                                                 | | Poems of the Past               |
| "Eyes" (avec Lilyung et Chrisbeats) | 2020  | —                                                 | —                                                 | —                                                 | —                                                 | —                                                 | —                                                 | —                                                 | —                                                 | —                                                 | —                                                 | | Single sans album               |
| "17again" | 2020  | —                                                 | —                                                 | —                                                 | —                                                 | —                                                 | —                                                 | —                                                 | —                                                 | —                                                 | —                                                 | | Some Boring Love Stories Pt. 5  |
| "Stay4ever" (en collaboration avec Mounika.) | 2020  | —                                                 | —                                                 | —                                                 | —                                                 | —                                                 | —                                                 | —                                                 | —                                                 | —                                                 | —                                                 | | Some Boring Love Stories Pt. 5  |
| "When the Hospital Was My Home" (avec Rxseboy) | 2020  | —                                                 | —                                                 | —                                                 | —                                                 | —                                                 | —                                                 | —                                                 | —                                                 | —                                                 | —                                                 | | Some Boring Love Stories Pt. 5  |
| "The Way That You See Me" (avec Rxseboy et Sarcastic Sounds en collaboration avec Ayleen Valentine)                                                           | 2021  | —                                                 | —                                                 | —                                                 | —                                                 | —                                                 | —                                                 | —                                                 | —                                                 | —                                                 | —                                                 | | Drinking Under the Streetlights |
| "Survivor" (avec Known. et Kultargotbounce) | 2021  | —                                                 | —                                                 | —                                                 | —                                                 | —                                                 | —                                                 | —                                                 | —                                                 | —                                                 | —                                                 | | À venir                         |
| "The Long Way Home" (avec Sarcastic Sounds et Sara Kays) | 2021  | —                                                 | —                                                 | —                                                 | —                                                 | —                                                 | —                                                 | —                                                 | —                                                 | —                                                 | —                                                 | | Drinking Under the Streetlights |
| "Mario Kart" (avec Travis Barker) | 2021  | —                                                 | —                                                 | —                                                 | —                                                 | —                                                 | —                                                 | —                                                 | —                                                 | —                                                 | —                                                 | | Drinking Under the Streetlights |
| "Losing Sleep" (avec DVBBS) | 2021  | —                                                 | —                                                 | —                                                 | —                                                 | —                                                 | —                                                 | —                                                 | —                                                 | —                                                 | —                                                 | | Sleep                           |
| "—" désigne un enregistrement qui n’a pas été tracé ou qui n’a pas été publié sur ce territoire. Inédits: Snowflake Ice heart Castle Sortie le 8 octobre 2021 |       |                                                   |                                                   |                                                   |                                                   |                                                   |                                                   |                                                   |                                                   |                                                   |                                                   | |                                 |

#### En tant qu'artiste de collaboration
| Titre                                                                                                   | Année | Album             |
| --- | ----- | ----------------- |
| "Feel That Again" Prod. 8rokeboy (Happily Sad en collaboration avec Powfu)                              | 2018  | Single sans album |
| "fall in love" (Lil Skele avec Powfu)                                                                   | 2019  | Single            |
| "When We Were 16" (Rxseboy en collaboration avec Mishaal et Powfu)                                      | 2019  | Single            |
| "Eyes Blue Like the Atlantic, Pt. 2" (Sista Prod en collaboration avec Alec Benjamin, Rxseboy et Powfu) | 2020  | Single sans album |
| "tell me when you change" (Jay Sek en collaboration avec Powfu)                                         | 2020  | Single sans album |
| "Some Nights" (Jomie avec Sarcastic Sounds, Rxseboy, Powfu)                                             | 2020  | Evidence I Exist  |
| "how to live" (yaeow avec Powfu et Sarcastic Sounds)                                                    | 2021  | Single sans album |
| "Speed Limit" (Ollie avec Powfu)                                                                        | 2021  | Single            |
| "Too Many Problems" (Ouse avec Powfu)                                                                   | 2021  | Crying In Camo    |
| "Hold Somebody" (guccihighwaters avec Sarcastic Sounds et Powfu)                                        | 2021  | joke’s on you     |
| "Contigo" (BoyWithUke avec Powfu)                                                                       | 2022  | Serotonin Dreams  |

## Distinctions
| Année | Récompenses              | Catégorie | Résultat | Réf |
| ----- | ------------------------ | --------- | -------- | --- |
| 2021  | iHeartRadio Music Awards | Gagné     | [ 13 ]   |     |
| 2021  | Juno Awards              | Éliminé   | [ 13 ]   |     |